# SN 1997dh
SN 1997dh – supernowa typu Ic odkryta 20 października 1997 roku w galaktyce A234517-4456. W momencie odkrycia miała maksymalną jasność 19,00m.